# Christian Schebitz

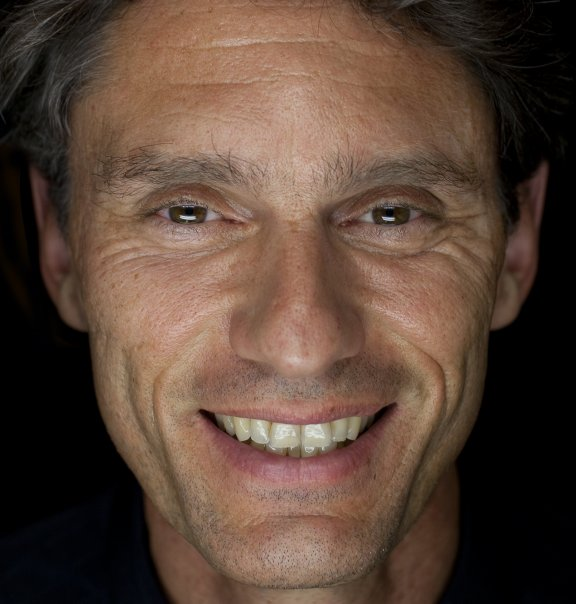
Christian Schebitz (2010)

Christian Roland Schebitz (* 9. November 1962 in Nürnberg) ist ein deutscher Unternehmer und ehemaliger Bobfahrer. Er war Europameister und Weltcupsieger.

## Sportliche Erfolge
- 1985 Deutscher Meister im Viererbob
- 1985 Deutscher Vizemeister im Zweierbob in Königssee
- 1988 Europameister im Viererbob in Sarajevo
- 1989 Platz 4 bei der Weltmeisterschaft im Zweierbob in Cortina d’Ampezzo
- 1990 Weltcupsieger im Zweierbob
- 1993 Europacupsieger im Viererbob.